# 喬冠華

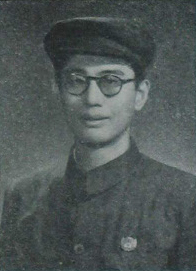
喬冠華

喬 冠華（きょう かんか、1913年3月28日 - 1983年9月22日）は、中華人民共和国の政治家・外交官。文化大革命末期に外交部長を務めた。
清華大学で哲学を学び、日本の東京帝国大学（現・東京大学）に2年間留学し、その後はドイツのテュービンゲン大学で哲学博士の学位を取得。日中戦争中は報道に携わり、1942年秋から日中戦争終結まで重慶で『新華日報』の国際コラムを担当。1946年初頭、周恩来に従い上海へ向かい中国共産党代表団に参加、同年暮れに香港に赴任、新華社香港支社長に就任した。
1951年には朝鮮戦争の停戦交渉に参加しており、この関係から同国の金日成とは個人的な親交があったとされる。1954年、第一次インドシナ戦争休戦に関するジュネーヴ会議に出席する周恩来に随行。1971年、中華人民共和国が国連代表権を得たことにより同国初の国連代表団団長として国連総会で演説。1972年、リチャード・ニクソン米大統領訪中の際にはヘンリー・キッシンジャー国家安全保障問題担当大統領補佐官と交渉に当たり、米中共同声明を起草。
1974年、外交部長就任。外相就任は四人組の引きによるものだったため、文化大革命終結後の1976年11月、第4期全人代第3回会議で外交部長を解任される。解任後は中国人民対外友好協会顧問を務めた。
元北朝鮮駐在大使で外交部副部長の喬宗淮は息子。